# Kaffeeähnliches Getränk

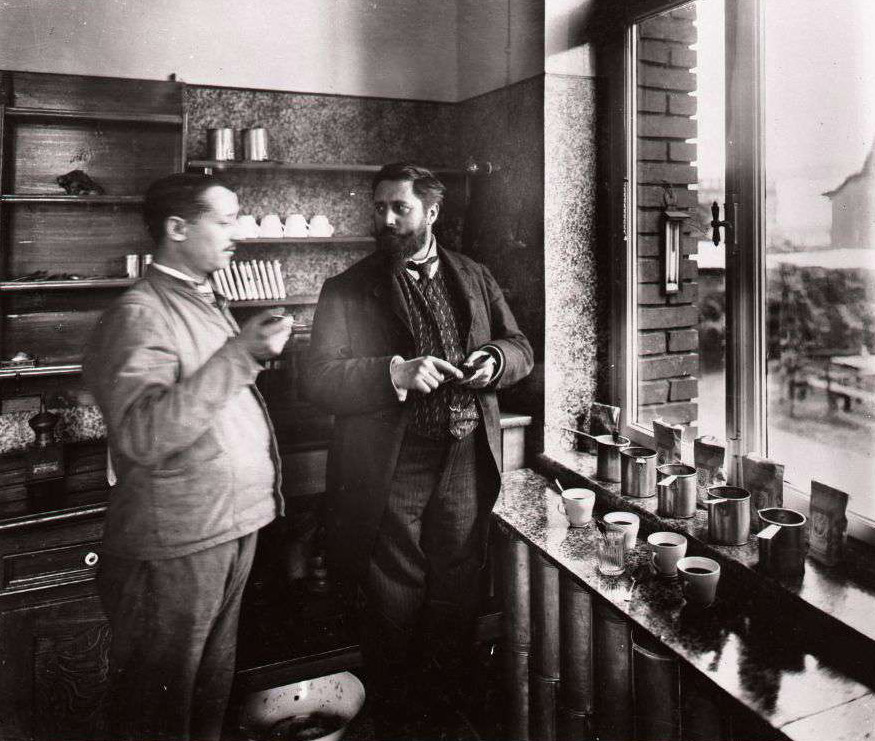
Tassenprobe in der Kathreiner Malzkaffee-Fabrik (um 1900).

Als kaffeeähnliches Getränk bezeichnet man in Deutschland ein heißes Aufgussgetränk, dessen Zutaten wie Kaffeebohnen behandelt werden und das in Farbe und Geschmack Bohnenkaffee ähnelt. Die zum Ersatz der Kaffeebohne verwendeten Pflanzen enthalten, im Gegensatz zu dieser, kein Coffein.

## Herstellung
Für die Herstellung von kaffeeähnlichen Getränken werden geeignete Pflanzenteile gereinigt, von ungenießbaren und unerwünschten Bestandteilen wie Schalen, Stielen, Blättern getrennt und getrocknet. Wie Kaffeebohnen werden die Teile anschließend geröstet und gemahlen. Je nach Anforderungen werden die Röstmehle sortenrein oder als Mischungen verwendet.

## Varianten

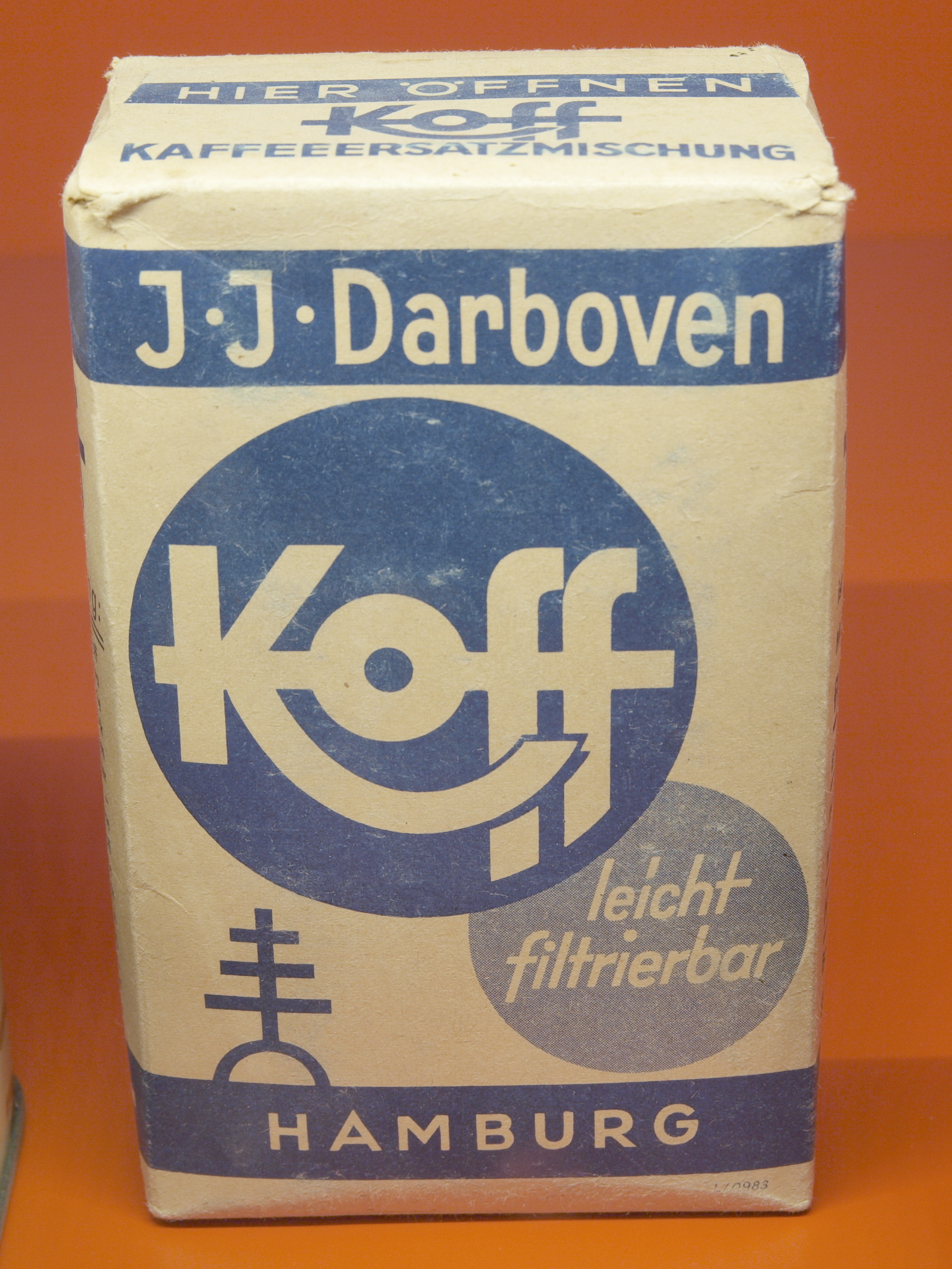
Eine Packung Koff von J.J. Darboven aus der Mitte des 20. Jahrhunderts

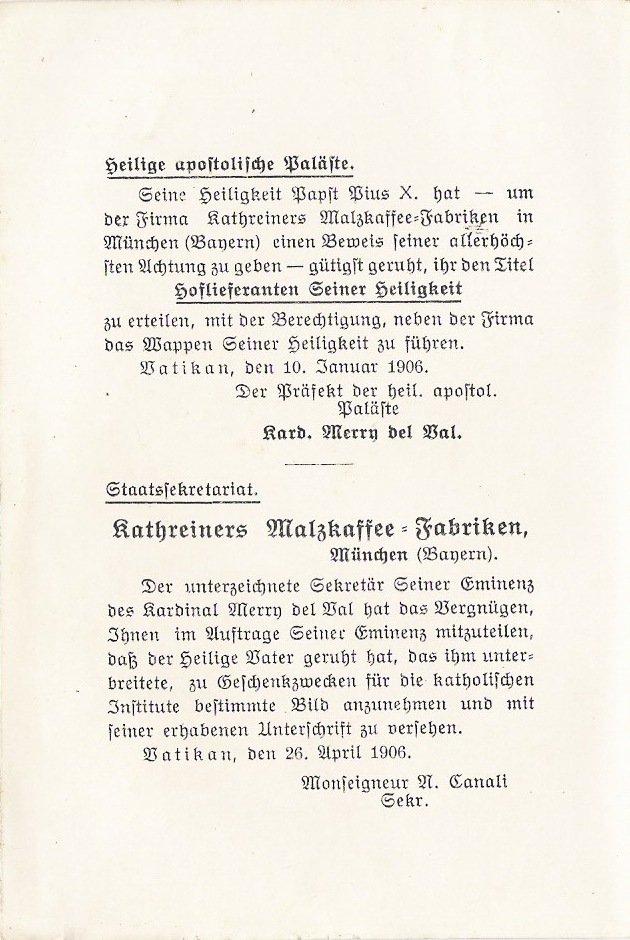
Kathreiners Malzkaffee-Fabrik gewinnt den Titel Hoflieferant Seiner Heiligkeit (1906)

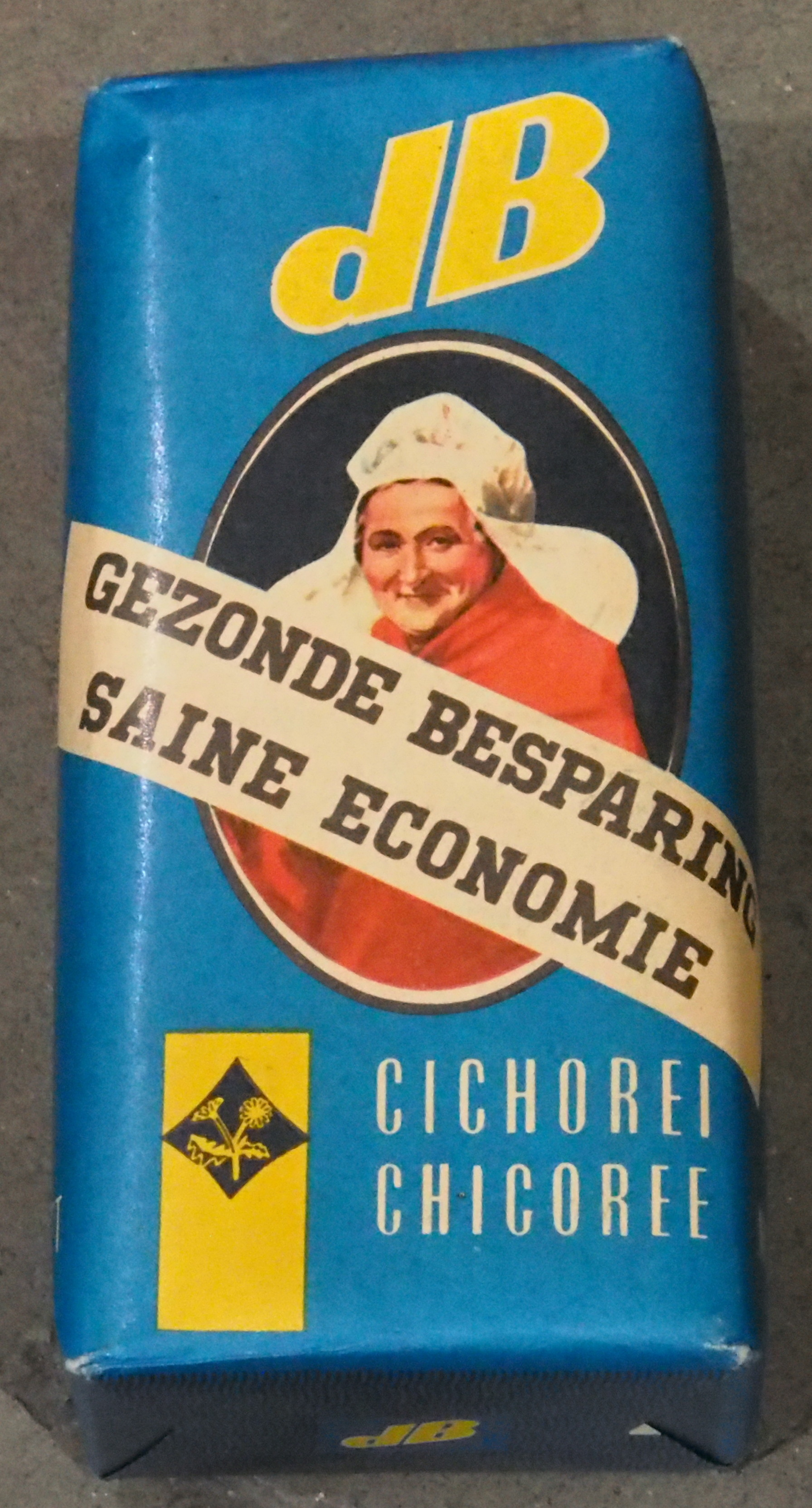
Zichorienkaffee Cichorei de Beukelaar

In der deutschen Warenkunde wird zwischen Kaffee-Ersatz, Malzkaffee, Getreidekaffee, Zichorienkaffee und Muckefuck unterschieden.

### Kaffee-Ersatz
Als Kaffee-Ersatz werden sowohl der Ersatz für gemahlene Kaffeebohnen als auch das daraus zubereitete Getränk bezeichnet. Der Begriff wird zudem synonym für kaffeeähnliche Getränke und gleichfalls andere Aufgussgetränke wie Malz-, Getreide- und Zichorienkaffee verwendet. In Kriegs- und Notzeiten wurde „gestreckter“ Bohnenkaffee so bezeichnet, der darüber hinaus weitere Pflanzenteile enthielt. Der Begriff Lorke, im eigentlichen Sinn „ein mieses Getränk“, bezeichnet ebenfalls den Ersatzkaffee.
Als Fruchtkaffee bezeichnet man Mischungen, bei denen Früchte von mehrjährigen Pflanzen verwendet werden, wie Feigen, Eicheln, Bucheckern und Kastanien. Ebenso werden teilweise die Kerne oder Steine von Obstsorten verwendet.
Aus den Wurzeln des Löwenzahns, der mit der Zichorie botanisch nahe verwandt ist, kann ein kaffeeähnliches Getränk hergestellt werden. Dieser Ersatzkaffee wurde früher in einigen Gegenden Bayerns für den Hausgebrauch hergestellt. Einer verbreiteten Verwendung stand entgegen, dass die Wurzeln der Pflanze verhältnismäßig klein sind, ziemlich tief im Boden sitzen und sich schwer ausgraben lassen. Die Wurzeln wurden getrocknet, geröstet und anschließend wie Kaffeebohnen gemahlen.
Für Kaffeeersatz („Café du Continent“), verwendete Pflanzen sind Kaffeewicke, Möhren, Dattelkerne, Traubenkerne, Erdmandeln, Spargel, Hagebutten, Vogelkirschen, Kartoffeln, Mandeln, Zuckerrüben und Adzukibohnen, gemälzte Getreide wie Roggen, Gerste und Hafer, Kletzen, Rüben und Lupinen. Zu dieser Kategorie kann auch Lindes Korn-Kaffee gezählt werden.

### Malzkaffee
Dem Namen entsprechend wird dafür gemälzte Gerste verwendet. Es werden Gerstenkörner zum Keimen gebracht und anschließend getrocknet. Durch unterschiedliche Trocknungsdauer und -temperatur kann der Geschmack deutlich variieren. Die erste Verwendung wird auf das Ende des 18. Jahrhunderts datiert, als ab 1781 wegen des preußischen Kaffeemonopols und ähnlicher Regelungen in den Nachbarstaaten sowie der Kontinentalsperre ab 1806 Bohnenkaffee zum seltenen und teuren Luxusgut wurde. Daraus folgend wurde nach gleichwertigen Alternativen gesucht. Einer der größten Deutschen Malzkaffeehersteller waren die 1892 in München gegründeten „Kathreiners Malzkaffeefabriken“.

### Getreidekaffee
Der allgemeinere Begriff Getreidekaffee bezeichnet den Bohnenersatz durch ungekeimte Gerste und Roggen. Wenig verbreitet ist der Einsatz von Getreidearten wie Mais und Dinkel.

### Zichorienkaffee
Zichorienkaffee, auch Landkaffee genannt, wird aus den Wurzeln der Gemeinen Wegwarte hergestellt. Die Verwendung als kaffeeähnliches Getränk setzte um 1680 in Mitteleuropa mit der Verbreitung von Bohnenkaffee ein, für den eine preisgünstige Alternative gesucht wurde. Im 19. Jahrhundert wurde entdeckt, dass die Triebe der Wurzel des Chicorée, einer Kulturform der Gemeinen Wegwarte, als Salat und Gemüse geeignet sind, die genaue Entstehung ist unklar.

### Eichelkaffee
Eichelkaffee ist ein Aufguss aus kleingeschnittenen, gerösteten und dann gemahlenen Eicheln. Als Heißgetränk aus einheimischen Wildfrüchten wurde er seit dem letzten Drittel des 18. Jahrhunderts von Ärzten propagiert, konnte sich aufgrund seines Geschmacks aber lange nicht durchsetzen. Während des 19. Jahrhunderts hatte Eichelkaffee eine gewisse Bedeutung als medizinisches Getränk. Es wurde im bäuerlichen Milieu getrunken, vorwiegend von Älteren. Während des Ersten und Zweiten Weltkrieges wurde er staatlicherseits als Alternative zum nicht mehr importierten Bohnenkaffee empfohlen, doch nachhaltige Wirkung hatte dies nicht.

### Muckefuck
Die Bezeichnung wird unterschiedlich verwendet. Für deren Herkunft existieren verschiedene Erklärungen.
- Eine Theorie ist, dass die Bezeichnung Mocca faux (französisch für falscher Kaffee) 1870 während des Deutsch-Französischen Krieges unter Napoleon III. oder schon während der französischen Besetzung des Rheinlandes eingedeutscht wurde.[9][10]
- Der Duden benennt als Herkunft die seit dem 19. Jahrhundert im Rheinisch-Westfälischen belegte umgangssprachliche Verwendung Muckefuck als dünner Kaffee. Das leitet sich aus dem rheinischen Mucken für braunen Holzmulm und dem rheinischen fuck für faul ab.[11][12]

### Lupinenkaffee
Wie lange aus der Süßlupine schon ein kaffeeähnliches Getränk gewonnen wird, ist nicht genau bekannt. Erstmals schriftlich erwähnt wurde der Lupinenkaffee 1897 als „Altreier Kaffee“, benannt nach dem kleinen Tiroler Bergdorf Altrei. Dazu wurden und werden die Lupinenkerne der Süßlupine wie Kaffeebohnen geröstet. Lupinenkaffee ist, wie die meisten anderen Ersatzprodukte, koffeinfrei, aber auch glutenfrei.

### Synthetischer Kaffee
Im Jahr 2021 berichteten Medien, dass die weltweit ersten synthetischen Kaffeeprodukte von Unternehmen der Bioökonomie hergestellt wurden, wobei die behördlichen Genehmigungen für eine baldige Vermarktung noch ausstehen. Solche Produkte – die durch zelluläre Landwirtschaft in Bioreaktoren hergestellt werden können und für deren Forschung und Entwicklung mehrere Unternehmen zumindest seit 2021 beträchtliche Fördermittel erhalten haben – können die gleichen oder sehr ähnliche Wirkungen, Zusammensetzung und Geschmack wie die natürlichen Produkte haben, aber weniger Wasser verbrauchen, weniger CO2 Emissionen erzeugen, weniger Arbeit erfordern und keine Abholzung von kritischen Ökosystemen wie Regenwäldern verursachen. Produkte, die auf chemisch-molekularer Ebene mit natürlich gewachsenem Kaffee gleichzusetzen sind, wären technisch gesehen keine „kaffeeähnlichen Getränke“, sondern unterscheiden sich nur durch ihre Herstellungsmethode – und wären daher z. B. „gezüchteter Kaffee“. Es gibt jedoch auch Produkte, die dem Kaffee auf molekularer Ebene nur ähneln und teilweise als „molekularer Kaffee“ bezeichnet werden.

## Geschichte

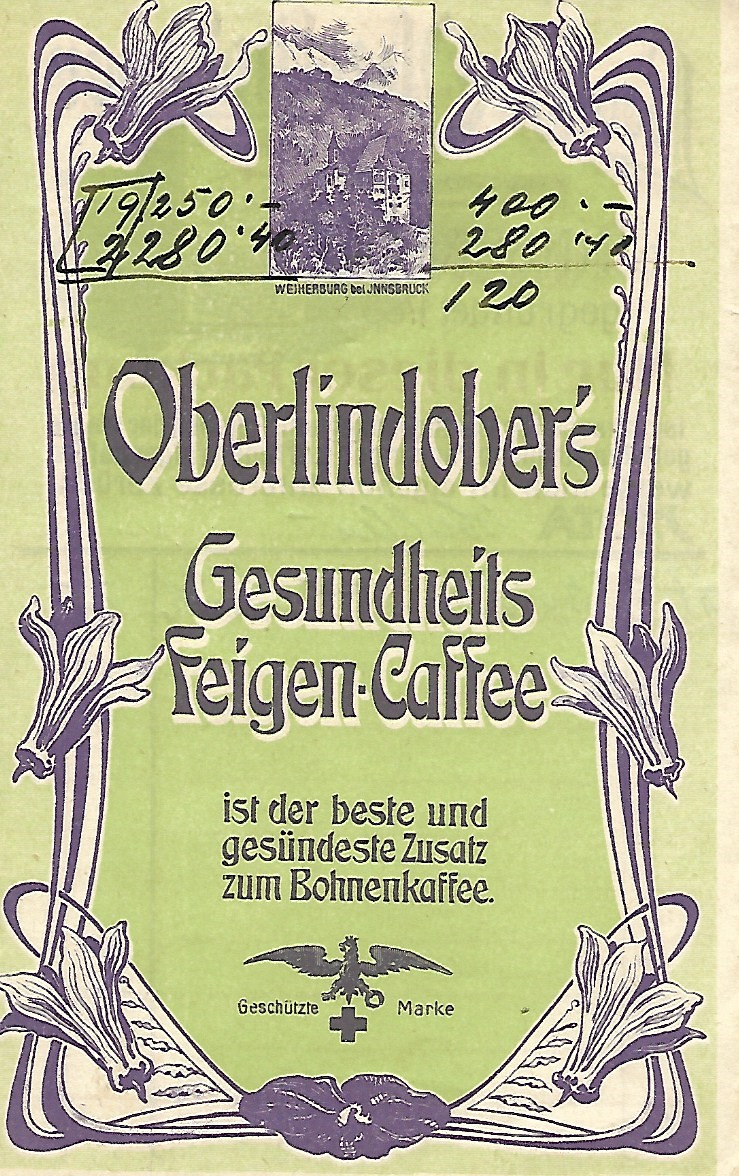
Oberlindobers Feigenkaffee, Werbung aus der Zeit um 1900

Zichorienfabrik Ludwig Otto Bleibtreu, gegründet 1781,
Werbung aus dem Jahr 1906

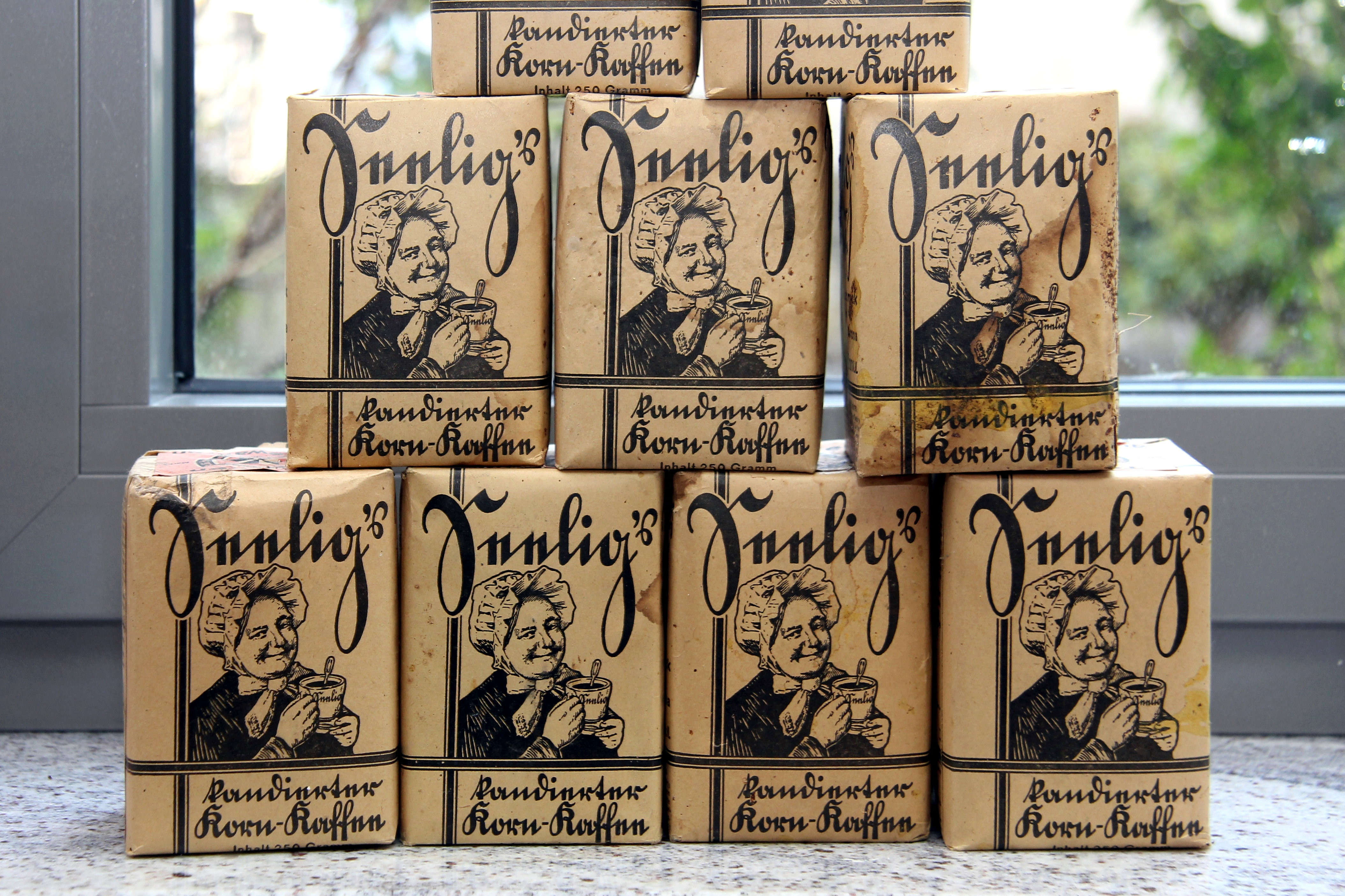
Originalpackungen mit Seelig’s kandiertem Kornkaffee aus den 1930er-Jahren im Stadtmuseum Mülheim-Kärlich

Die Herstellung von Getränken aus gerösteten Pflanzenteilen ist bereits lange bekannt. In Babylon und im alten Ägypten wurden Getränke aus gerösteten Körnern genutzt.
Bereits Mitte des 18. Jahrhunderts bestanden Verbote und Einschränkungen für die Kaffeeherstellung und den Konsum durch das einfache Volk in verschiedenen deutschen Staaten. Während der napoleonischen Kontinentalsperre von 1806 bis 1812 wurden die Bezugsmöglichkeiten der Originalprodukte für „arabischen Kaffee“ eingeschränkt. Daraufhin mussten Alternativen für den beliebten Übersee-Kaffee gefunden werden, die sich in der Tradition der ansässigen Getränke ergaben. Die ersten Zichorienfabriken entstanden in Deutschland Ende des 18. Jahrhunderts. Als Erfinder des Zichorienkaffees gelten der Major Christian von Heine aus Holzminden und der Braunschweiger Gastwirt Christian Gottlieb Förster († um 1801). Beide erhielten 1769/1770 eine Konzession für die Produktion von Zichorienkaffee in Braunschweig und Berlin. Die Stadt Braunschweig entwickelte sich schnell zu einem frühen Zentrum der Zichorienkaffeeherstellung. Um 1795 bestanden dort 22 bis 24 Betriebe dieser Art. In der Zichorienfabrik Ludwig Otto Bleibtreu wandelte sich ab 1781 die zunächst noch stark handwerklich geprägte Herstellung in eine arbeitsteilige Großproduktion. Zum Teil wurde der teure Bohnenkaffee mit Zichorienkaffee vermischt.
Der geröstete Feigenkaffee dürfte seinen Ursprung Mitte des 18. Jahrhunderts in Oberitalien haben. In Deutschland wurde er erstmals im Jahr 1858 erwähnt und im Jahr 1873 von den Unternehmen Kaffeesurrogatfabrik Otto E. Weber in Berlin und Heinrich Franck Söhne in Ludwigsburg hergestellt. Heinrich Franck Söhne erwarben 1910 die Aktienmehrheit des Heilbronner Unternehmen Emil Seelig, das damals die größte Kornkaffeefabrik in Deutschland war und ebenfalls über eine Feigenkaffee-Fabrik im österreichischen St. Peter verfügte. In Österreich hatte die Firma Imperial in Wien 1880 mit der Produktion von Feigenkaffee begonnen, 1889 die Brüder Kunz mit Feigen- und Malzkaffee in der Pokornygasse, ebenfalls in Wien, 1895 Julius Theodor Titze in Linz, 1926 wurden dort 6000 Tonnen „Titze Gold-Feigenkaffee“ produziert. Das Unternehmen wurde später von Karl Franck übernommen.
Der Köthener Wunderheiler Arthur Lutze erfand Mitte des 19. Jahrhunderts den ersten im Wesentlichen auf Gerstenbasis bestehenden „Gesundheits-Kaffee“. Sein Produkt wurde in Köthen bis ins 20. Jahrhundert unter dem Namen „Wittigs Gesundheits-Kaffee“ hergestellt. Während der Zeit des Nationalsozialismus (1933–1945) entstand der Begriff Kaffee-Surrogat-Extrakt, dieses Produkt wurde staatlich verwaltet. Die staatliche Verwaltung bestand noch in den Anfängen der Bundesrepublik fort, der Begriff wurde noch in den 1980er Jahren in der Werbung für die entsprechenden Produkte verwendet.
Im Nachkriegsdeutschland blieb Bohnenkaffee Mangelware. In Gaststätten fand sich auf der Getränkekarte „Deutscher Kaffee“, eine Umschreibung für Ersatzkaffee. Marktführer war damals „Linde’s Kaffee-Ersatz-Mischung“ (Gebr. Linde G.m.b.H., ab 1973 Nestlé Food Service), gefolgt von „Kathreiner Malzkaffee“. 1954 kam Caro-Kaffee, hergestellt aus Gerste, Malz, Zichorie und Roggen, als erstes Instant-Ersatzkaffeegetränk in Deutschland auf den Markt und verdrängte teilweise die nicht-löslichen Produkte.
Kathreiners Kaffeewerk in Magdeburg war nach Kriegsende enteignet worden und produzierte im Verband der Konsumgenossenschaften weiterhin Malzkaffee. Die Produktion wurde 1954 auf Bohnenkaffee erweitert zum Röstfein-Werk. Während der Kaffeekrise in der DDR war 1976 Bohnenkaffee als Importprodukt kaum noch zu erhalten. Mit dem Kaffeemix wurde eine neue Mischkaffeesorte mit hohem Getreidekaffee-Anteil auf den Markt gebracht.
Der Instant-Malzkaffee der DDR-Marke „im nu“ wurde nach der Wende wieder auf den Markt gebracht.
Aufgrund der entfallenen interkontinentalen Transportwege und einer zum Teil bodenkultivierenden Wirkung von in Kaffeeersatzprodukten verwendeten Pflanzen, finden diese mit dem Aufkommen der Klimaschutzbewegung auch aufgrund ihrer besseren CO2-Bilanz Anklang. Einige Anbieter bieten aufgrund des fehlenden Koffeins auch vorgefertigte Mischprodukte von Kaffeeersatz- und Kaffeebohnenpulver an.